# Боурень (Долж)
Боурень, Боурені (рум. Boureni) — село у повіті Долж в Румунії. Входить до складу комуни Афумаць.
Село розташоване на відстані 217 км на захід від Бухареста, 45 км на південний захід від Крайови.

## Населення
За даними перепису населення 2002 року у селі проживали 1240 осіб. Рідною мовою 1238 осіб (99,8%) назвали румунську.
Національний склад населення села:
| Національність | Кількість осіб | Відсоток |
| -------------- | -------------- | -------- |
| румуни         | 1136           | 91,6%    |
| цигани         | 101            | 8,1%     |